# Брисбен (река)
Брисбен (англ. Brisbane River) — река в Квинсленде (Австралия).
Длина реки — 344 км, площадь бассейна около 13,6 тыс. км². Истоки расположены на территории национального парка Конондэйл, в 50 км к востоку от города Нананго. Далее до Брисбена река протекает в южном направлении, в нижнем течении русло извилистое. Устье реки — залив Моретон, в восточном Брисбене.
В месте впадения реки в залив находятся мангровые заросли. Брисбен богат рыбой, это один из нескольких ареалов рогозуба, эндемика Квинсленда.
В низовьях реки часто происходят наводнения, периодически — катастрофические. Последнее сильнейшее наводнение произошло в январе 2011 года.
Через реку построено 16 крупных мостов и один туннель под водой. Большинство мостов расположены в городе Брисбене.